# 태장로 (김포시)
태장로(大藏路, Taejang-ro)는 경기도 김포시 고촌읍 태리 태리 교차로와 장기동 허산입구삼거리를 잇는 도로이다.

## 주요 경유지
경기도
- 김포시 (고촌읍 · 사우동 · 고촌읍 · 걸포동 · 운양동 · 장기동)

## 노선
| 이름                           | 접속 노선                       | 소재지          | 소재지          | 비고                                                           |
| 김포대로와 직결                | 김포대로와 직결                 | 김포대로와 직결 | 김포대로와 직결 | 김포대로와 직결                                                |
| ------------------------------ | ------------------------------- | --------------- | --------------- | -------------------------------------------------------------- |
| 태리 교차로 (태리IC육교)       | 김포대로                        | 김포시          | 고촌읍          | 국도 제48호선 구간                                             |
| 향산 교차로 (향산교)           | 사우로 상미로                   | 김포시          | 고촌읍          | 국도 제48호선 구간 장기동 방면 진입 불가 고촌읍 방면 진출 불가 |
| 향산2교 향산1교 고촌교         |                                 | 김포시          | 고촌읍          | 국도 제48호선 구간                                             |
| 북변 나들목 (북변교)           | 홍도평로                        | 김포시          | 김포본동        | 국도 제48호선 구간                                             |
| 걸포 나들목                    | 국가지원지방도 제98호선         | 김포시          | 김포본동        | 국도 제48호선 구간 장기동 방면 진입 불가 고촌읍 방면 진출 불가 |
| 계양천교 걸포교                |                                 | 김포시          | 김포본동        | 국도 제48호선 구간                                             |
| 운양교                         |                                 | 김포시          | 김포본동        | 국도 제48호선 구간                                             |
|                                | 운양동                          | 김포시          |                 | 국도 제48호선 구간                                             |
| 장기IC교                       |                                 | 김포시          |                 | 국도 제48호선 구간                                             |
| 장기 교차로 (장기IC고가차도교) | 국도 제48호선 (김포대로)        | 김포시          |                 | 국도 제48호선 구간                                             |
| 태장로입구사거리               | 태장로769번길 김포한강2로23번길 | 김포시          | 장기동          |                                                                |
| 금빛수로1교사거리              | 김포한강4로 태장로795번길       | 김포시          | 장기동          |                                                                |
| 허산입구삼거리                 | 김포한강3로                     | 김포시          | 장기동          |                                                                |